# تصویرافکن

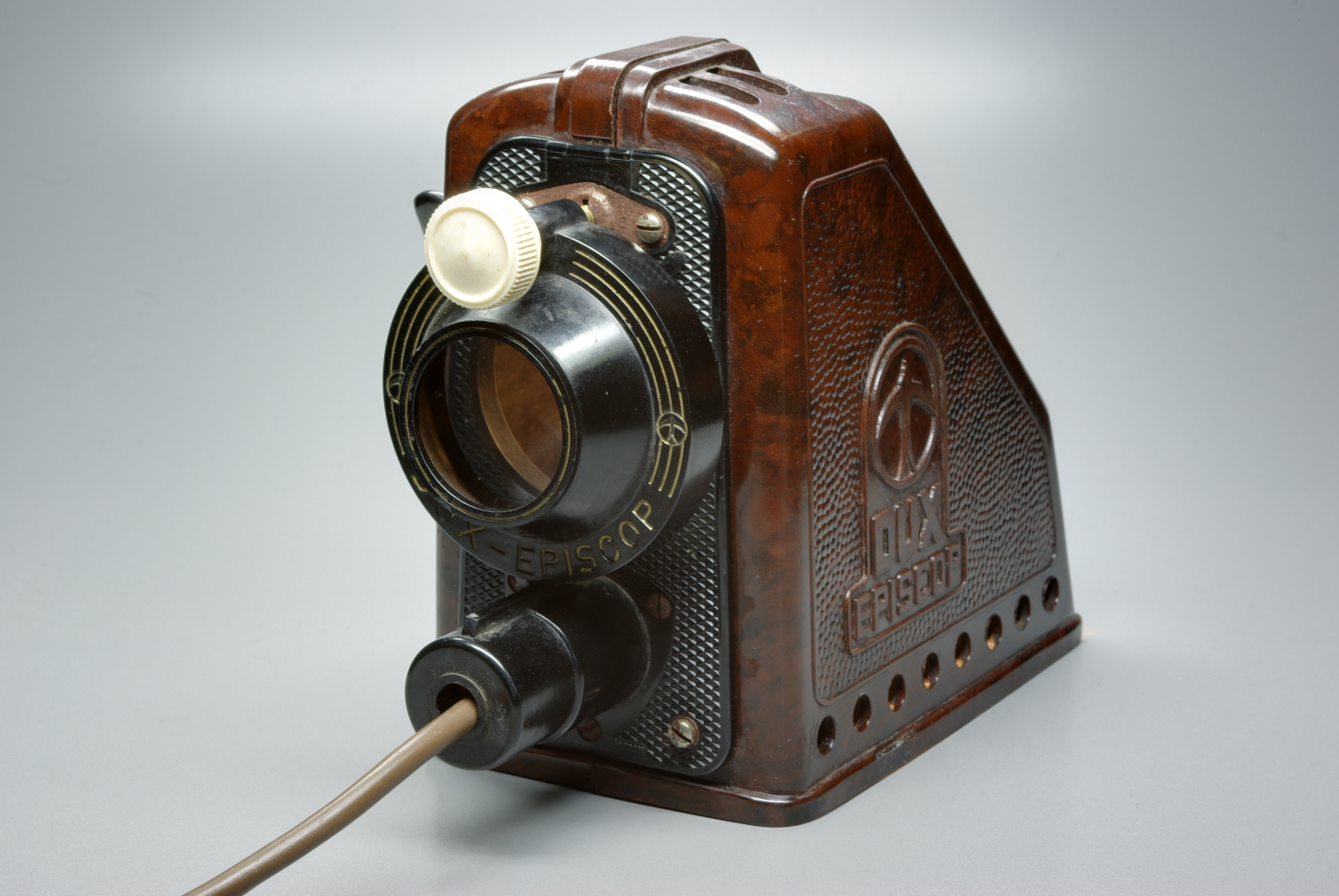
یک تصویرافکن کوچک قدیمی.

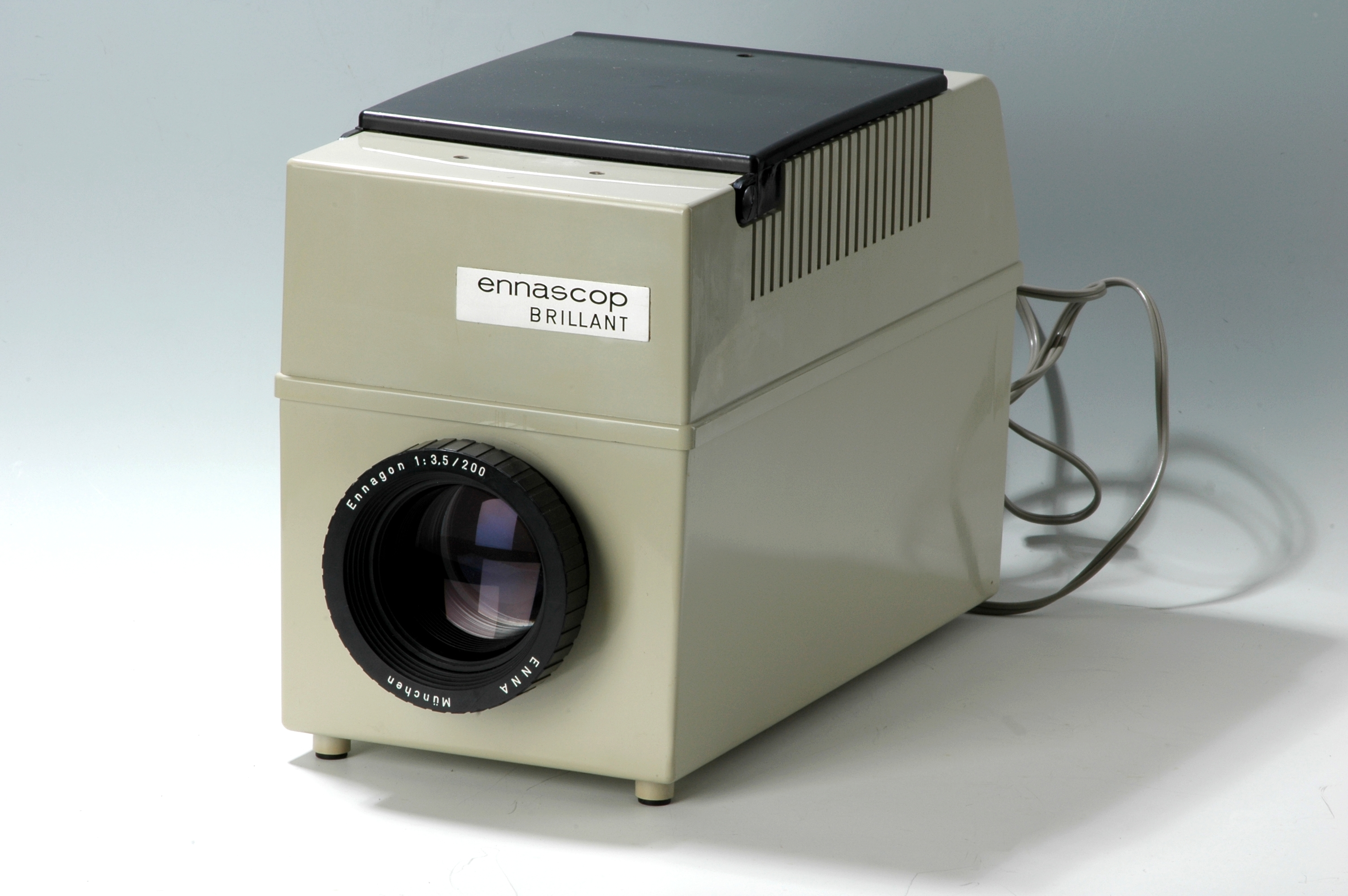
یک تصویرافکن امروزی ساخت شرکت اِنا.

تَصویراَفکن (opaque projector) یا اپیسکوپ (episcope) که پروژکتور مات هم نامیده شده فراتابی است که با آن می‌توان متن و نمودار و تصویر را بدون نیاز به انتقال بر روی شفافه مستقیماً بر روی پرده یا دیوار نمایش داد.
در تصویرافکن از یک چراغ پرنور و چند آینه برای نمایش دادن تصویر استفاده می‌شود.
در این مورد، چیزی که قرار است نمایش داده شود، شفاف نیست و ممکن است چیزهائی مثل عکس سیاه و سفید یا رنگی، کتاب یا حتی شیٔ جامدی نظیر تکه چوب یا سنگ باشد. 

## کاربرد
این دستگاه نسبتاً گران و سنگین است و برای استفاده در یک محل مرکزی نظیر مرکز کارآموزی اجتماعات، مناسب‌ترین وسیله است، چون در آنجا می‌توان آن را در دوره‌های مختلف به کار گرفت. این دستگاه همچنین برای نمایش دادن تصویرهائی از کتاب‌ها روی یک ورقهٔ بزرگ کاغذی، سودمند است. پس از این کار، می‌توانید خطوط کلی تصویر را با مداد شمعی روی کاغذ رسم کنید و آن را مبنای یک پوستر یا نمودار قرار دهید.